# Prelatura territorial d'Huautla
La prelatura territorial d'Huautla (castellà: prelatura territorial de Huautla, llatí: Praelatura Territorialis Huautlensis) és una seu de l'Església Catòlica a Mèxic, sufragània de l'arquebisbat d'Antequera, i que pertany a la regió eclesiàstica Pacífico-Sur. Al 2013 tenia 134.800 batejats sobre una població de 148.700 habitants. Actualment està regida pel bisbe Armando Álvarez Cano.

## Territori
La prelatura territorial part de l'estat mexicà d'Oaxaca.
La seu episcopal és la ciutat d'Huautla de Jiménez, on es troba la catedral de Sant Joan Evangelista.
El territori s'estén sobre 1.284 km², i està dividit en 9 parròquies.

## Història
La prelatura territorial va ser erigida el 8 d'octubre de 1972 mitjançant la butlla Ad bonum animorum del Papa Pau VI, prenent el territori de l'arquebisbat d'Antequera.
El 8 de gener de 1979 cedí una porció del seu territori a benefici de l'erecció del bisbat de Tuxtepec.

## Cronologia episcopal
- Hermenegildo Ramírez Sánchez, M.J. (4 de gener de 1975 - 15 d'octubre de 2005 ritirato)
- Héctor Luis Morales Sánchez (15 d'octubre de 2005 - 7 de gener de 2011 nomenat bisbe de Netzahualcóyotl)
- Armando Álvarez Cano, des del 3 de novembre de 2011

## Estadístiques
A finals del 2013, la diòcesi tenia 134.800 batejats sobre una població de 148.700 persones, equivalent al 90,7% del total.
| any  | població | població | població | sacerdots | sacerdots       | sacerdots       | sacerdots             | diaques | religiosos | religiosos | parròquies |
| ---- | -------- | -------- | -------- | --------- | --------------- | --------------- | --------------------- | ------- | ---------- | ---------- | ---------- |
| any  | batejats | total    | %        | total     | clergat secular | clergat regular | batejats por sacerdot | diaques | homes      | dones      |            |
| 1976 | 125.000  | 127.546  | 98,0     | 9         | 1               | 8               | 13.888                |         | 11         | 6          | 4          |
| 1980 | 109.350  | 111.200  | 98,3     | 11        | 1               | 10              | 9.940                 |         | 14         | 4          | 6          |
| 1990 | 130.300  | 136.750  | 95,3     | 10        | 1               | 9               | 13.030                |         | 13         | 12         | 6          |
| 1999 | 103.900  | 111.700  | 93,0     | 10        | 5               | 5               | 10.390                |         | 9          | 6          | 7          |
| 2000 | 104.840  | 113.370  | 92,5     | 9         | 5               | 4               | 11.648                |         | 7          | 5          | 7          |
| 2001 | 120.440  | 130.920  | 92,0     | 10        | 5               | 5               | 12.044                |         | 8          | 4          | 7          |
| 2002 | 123.500  | 133.500  | 92,5     | 13        | 9               | 4               | 9.500                 |         | 7          | 3          | 7          |
| 2003 | 123.556  | 134.300  | 92,0     | 13        | 8               | 5               | 9.504                 |         | 8          | 3          | 8          |
| 2004 | 123.500  | 134.300  | 92,0     | 19        | 12              | 7               | 6.500                 | 1       | 9          | 5          | 8          |
| 2013 | 134.800  | 148.700  | 90,7     | 22        | 18              | 4               | 6.127                 | 1       | 5          | 3          | 9          |